# 헤이다 리드
헤이다 리드(Heida Reed, 1988년 5월 22일 ~ )는 아이슬란드의 배우, 모델이다.

## 출연 작품

### 영화
- 원 데이 (2011)
- Vampyre Nation (2012) - 설레스트 역
- 얼어버린 시간 속에서 (2022)

### 텔레비전
- 장르노의 8구역 (2013, Jo)
- 무언의 목격자 (2014)
- 폴다크 (2015-19)
- FBI: 인터내셔널 (2021-현재)
- FBI (2023)